# Francis Day

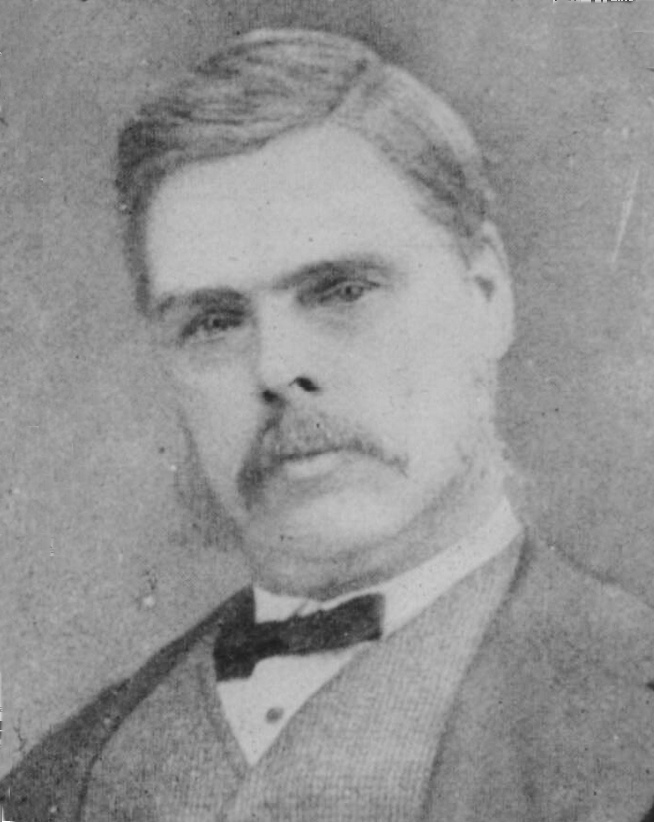
Francis Day

Francis Talbot Day, CIE (* 2. März 1829 in Maresfield, East Sussex; † 10. Juli 1889 in Cheltenham) war ein britischer Ichthyologe (Fischkundler). Er befasste sich hauptsächlich mit den Fischen Britisch-Indiens, wo er als Militärchirurg mehrere Jahre verbrachte. Er war Mitglied der Linnean Society sowie der Zoological Society of London.

## Leben
Francis Day wurde in Maresfield als drittes von sieben Kindern in eine wohlhabende Familie geboren, die in Sussex knapp 2000 acres (ca. 8 km²) Land besaß. Er besuchte die Shrewsbury School, bevor er sich ab September 1848 dem Medizinstudium am St. George’s Hospital in London widmete. Seine Ausbildung schloss er dort 1851 mit dem MRCS (Membership of the Royal College of Surgeons), einem Diplom in Chirurgie, ab und ging wenig später zum Militär, das ihn 1852 als Assistenz-Chirurg (Assistant Surgeon) nach Britisch-Indien verschiffte. Dort kämpfte er kurzzeitig im Zweiten Anglo-Birmanischen Krieg und wechselte in den folgenden Jahren mehrfach das Regiment und den Ort seiner Stationierung, wobei er sich unterdessen mit den Vögeln Indiens beschäftigte. Dies führte dazu, dass er 1857, als er im Rahmen eines Krankenurlaubs kurzzeitig nach Großbritannien zurückgekehrt war, in die Linnean Society of London aufgenommen wurde.
Während seines zweiten Indien-Aufenthaltes von 1858 bis 1864 widmete sich Day erstmals verstärkt der Ichthyologie und sammelte, beschrieb und zeichnete in diesem Zusammenhang die Fische in der Region um Kochi. Als er 1864 erneut in seine Heimat zurückkehrte, verarbeitete er seine bereits zuvor zurückgesendeten Aufzeichnungen zu seinem ersten Fachartikel, The Fishes of Cochin, der in den Proceedings (heute Journal of Zoology) der Zoological Society of London veröffentlicht wurde. In ihm beschrieb Day 211 Fisch-Arten. Als sein Krankenurlaub um ein Jahr verlängert verlängert wurde, entschloss er sich, seine Erkenntnisse in einem Buch zu bündeln, sodass The Fishes of Malabar 1865 veröffentlicht wurde. Außerdem wurde er in diesem Zeitraum in die Zoological Society of London aufgenommen.
Mit Beginn seines dritten Aufenthaltes in Indien im Jahre 1866 unternahm Day erste Versuche, Forellen in den Nilgiri-Bergen anzusiedeln, was ihm nach einigen Fehlschlägen gelang und wofür er 1872 mit der Silbermedaille der französischen Société d’acclimatation (Akklimatisationsgesellschaft) geehrt wurde. 1867 wurde er zum Professor of Materia Medica ernannt und erstmals für seine Forschungsarbeit vom Militärdienst freigestellt – bis zu diesem Zeitpunkt hatte er seine gesamte wissenschaftliche Leistung parallel zu seiner Tätigkeit als Militärchirurg vollbracht, wobei er auch im Bereich Medizin forschte und beispielsweise Artikel zur Cholera verfasste. In der Folge konzentrierte er sich zunehmend auf seine Forschungen und unternahm Reisen in verschiedene Regionen Indiens und Burmas, um deren Fischbestände zu studieren. 1869 wurde er in die Royal Asiatic Society aufgenommen und 1871 zum Generalinspektor der Fischerei (Inspector-General of Fisheries) ernannt.
Zwischen Mai 1873 und Mai 1874 verbrachte Day ein letztes Jahr in Indien, ehe er in seine Heimat zurückkehrte und fortan an seinem Hauptwerk, dem in vier Teilen erschienenen The Fishes of India arbeitete. Zudem verbrachte er das Jahr 1875 mit Forschungsreisen innerhalb von Europa, unter anderem nach Berlin, Paris, Den Haag und Leiden. 1885 wurde er zum Ritter des Order of the Indian Empire, bevor er 1888 die Ehrendoktorwürde der University of Edinburgh zugesprochen bekam. Ferner war er Träger des Ordens der Krone von Italien und Ehrenmitglied des Deutschen Fischereivereins.
Während seiner gesamten wissenschaftlichen Laufbahn sah sich Day ständiger Kritik von Albert Günther ausgesetzt, Direktor der zoologischen Abteilung des Natural History Museum in London. Dies hatte zur Folge, dass sich Days Sammlungen an Fischen und Vögeln über viele Museen verteilten (beispielsweise bis zum Australian Museum), während das Natural History Museum als vermeintlich naheliegender Rezipient nur wenige Exemplare erhielt.
Insgesamt veröffentlichte er über 70 wissenschaftliche Fachbeiträge und beschrieb über 300 Arten.
Francis Day verstarb am 10. Juli 1889 in Cheltenham an einer Krebserkrankung.

## Privates
Francis Day war zweimal verheiratet (1857–1869 und 1872–1873) und jeweils verwitwet. Mit seiner ersten Frau hatte er einen Sohn (* 1864) und eine Tochter (* 1867).